# 1995 ve fotografii

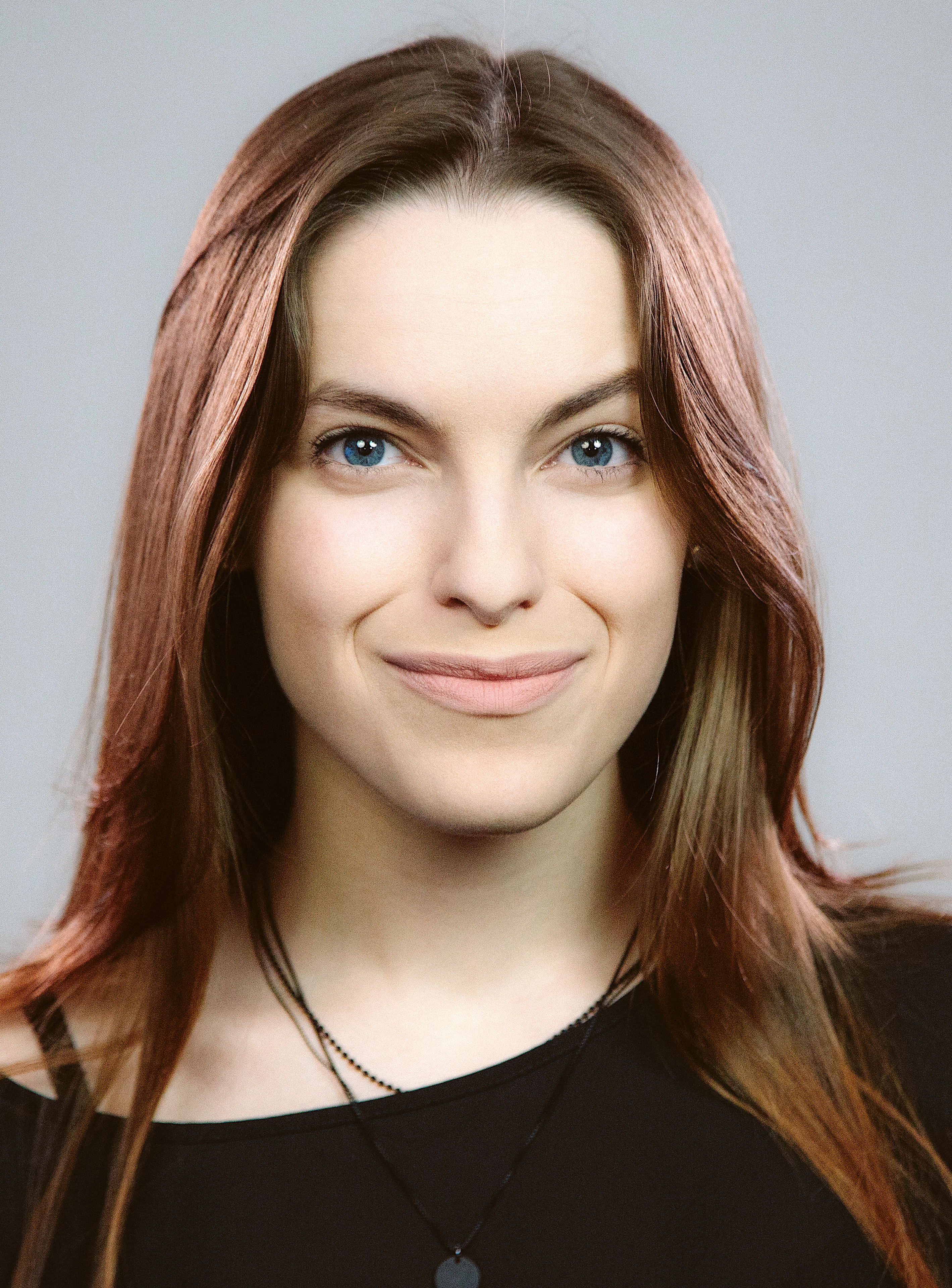
V lednu se narodila Bohdana Vitalijivna Ševčenko, ukrajinská novinářka, fotografka, nakladatelka, autorka několika knih o umělecké fotografii

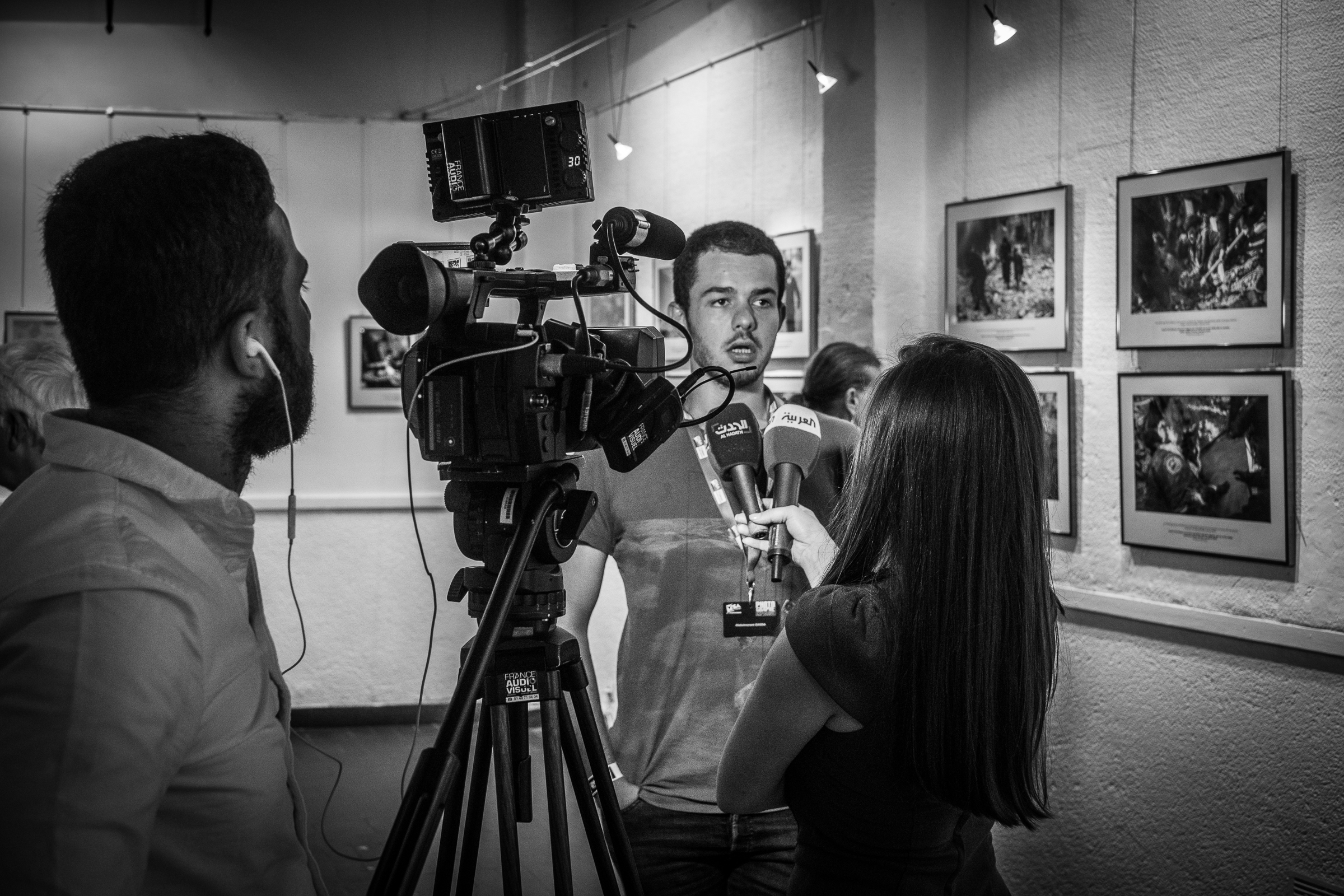
Narodil se Abdulmonam Eassa, syrský fotograf

Tento článek obsahuje významné fotografické události v roce 1995.

## Události

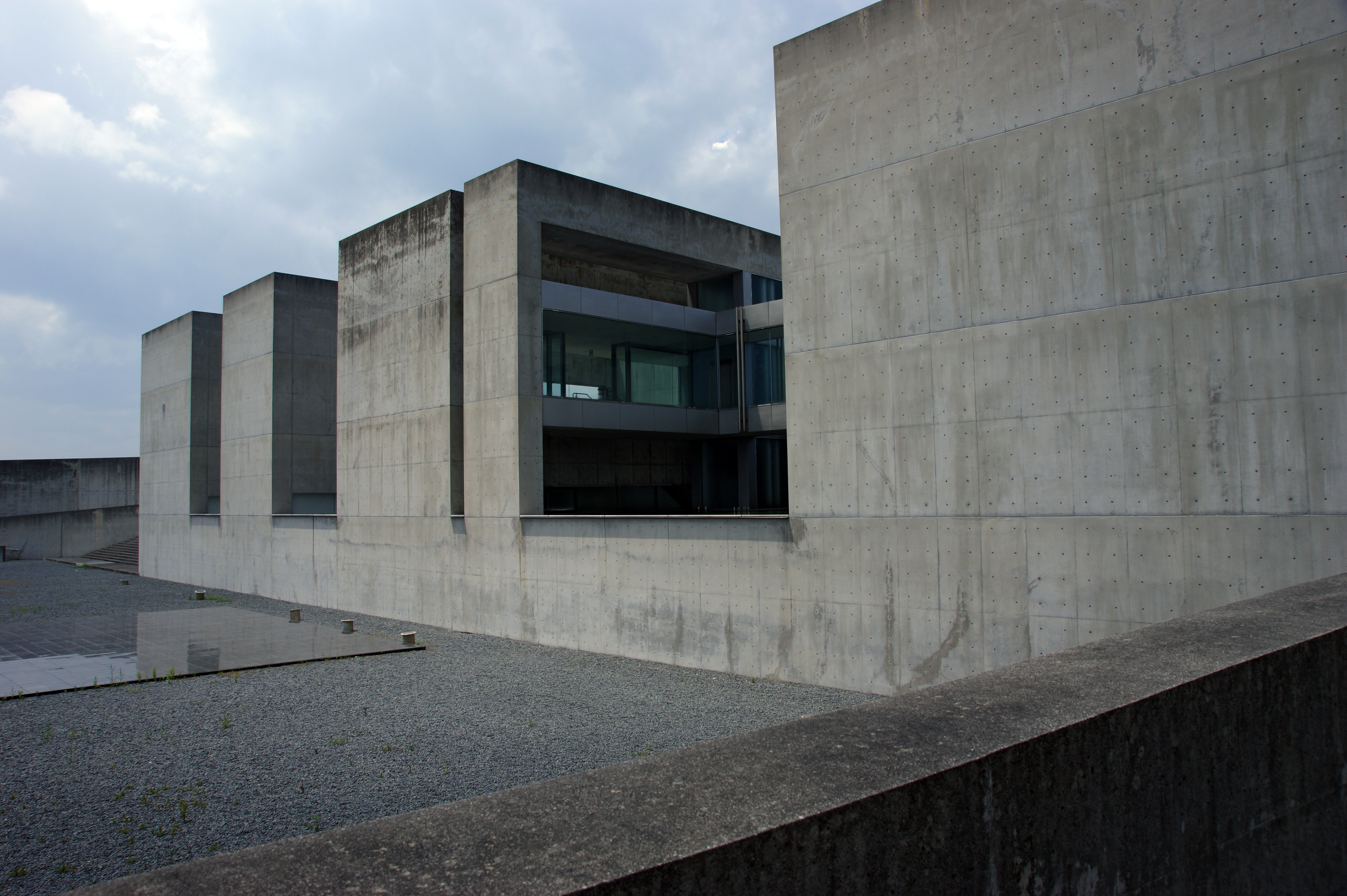
V Japonsku bylo založeno Muzeum fotografie Šódži Ueda

- Italský fotograf Massimo Vitali začal pracovat na souboru velkoformátových fotografií Pláže.[1]
- V Japonsku bylo založeno Muzeum fotografie Šódži Ueda

Fotografické festivaly a výstavy
- Rencontres d'Arles, červenec–září
- Mois de la Photo, Paříž, listopad

## Ocenění
- World Press Photo – Lucian Perkins
- Prix Niépce – Marie-Paule Nègre
- Prix Nadar – Jean-Pierre Montier, L'Art sans art d'Henri Cartier-Bresson, ed. Flammarion
- Cena Oskara Barnacka – Gianni Berengo Gardin, (Itálie)
- Grand Prix national de la photographie  – Sarah Moon
- Cena Henriho Cartier-Bressona – cena nebyla udělena
- Prix Roger Pic – Marc Le Mené za sérii L'homme au chapeau
- Prix Bayeux-Calvados des correspondants de guerre – Laurent Van der Stockt (Agence Gamma)

- Cena Ericha Salomona – Gilles Peress
- Cena za kulturu Německé fotografické společnosti – Mario Giacomelli

- Cena Ansela Adamse – William Neill
- Cena W. Eugena Smithe – Vladimir Sjomin
- Zlatá medaile Roberta Capy – Anthony Suau, Time, „Grozny: Russia’s Nightmare“.
- Pulitzer Prize for Spot News Photography – Carol Guzy, Washington Post, za sérii fotografií ilustrující krizi na Haiti a její důsledky.
- Pulitzer Prize for Feature Photography – Fotografové Associated Press, „za jejich portfolio fotografií zachycujících hrůzu a pustošení ve Rwandě.“ (obrázky)
- Infinity Awards – John Szarkowski

- Cena Higašikawy – Kim Su-nam, Hiroši Sugimoto, Masato Seto a Cuneo Hajašida
- Cena za fotografii Ihei Kimury – Masato Seto (瀬戸 正人)
- Cena Nobua Iny – Hiromi Eguči
- Cena Kena Domona – Kijoši Suzuki (鈴木 清)

- Prix Paul-Émile-Borduas – Charles Gagnon
- Fotografická cena vévody a vévodkyně z Yorku – cena nebyla udělena

- Národní fotografická cena Španělska – Javier Vallhonrat.[2]

- Prix international de la Fondation Hasselblad – Robert Häusser

- Medaile Královské fotografické společnosti – Robert Delpire

## Narození v roce 1995

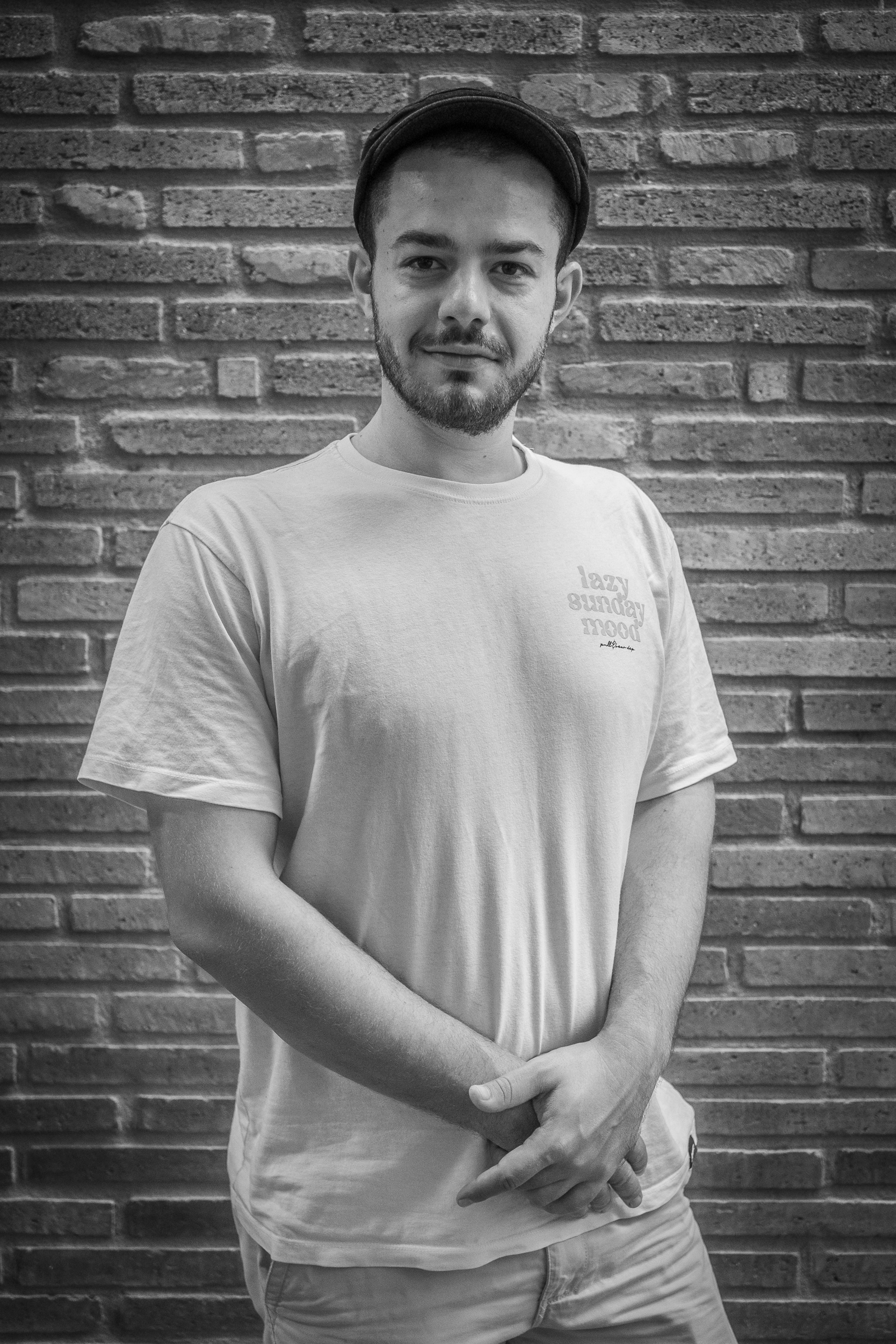
V roce 1995 se narodil francouzsko-syrský fotožurnalista Abdulmonam Eassa

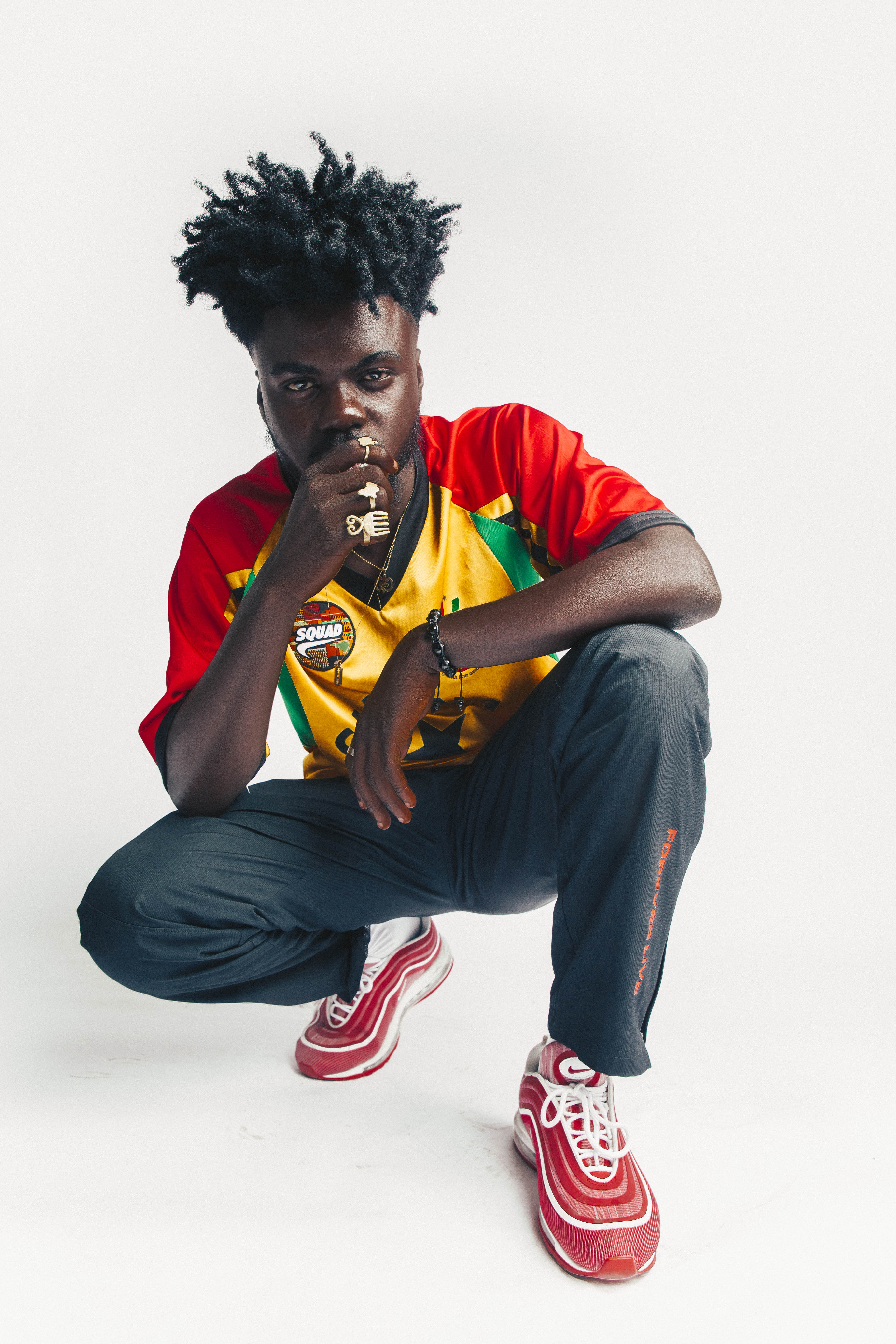
Dne 30. dubna se narodil Prince Gyasi, ghanský fotograf a vizuální umělec

- 24. ledna – Bohdana Vitalijivna Ševčenko, ukrajinská novinářka, fotografka, nakladatelka, autorka několika knih o umělecké fotografii
- 3. února – Fanni Luzsicza, maďarská fotografka, její fotografie vypráví osobní příběhy nebo se týká komunit a lidských vztahů
- 22. února – Benneth Nwankwo, nigerijský dokumentární fotograf a filmový režisér
- 20. dubna – Charline Mignot, švýcarská zpěvačka a fotografka
- 30. dubna – Prince Gyasi, ghanský fotograf a vizuální umělec, v roce 2024 nafotil edici kalendáře Pirelli
- 21. května – Emily Nkanga, nigerijsko-britská fotografka a filmařka, známá portréty zpěváků a hudebníků
- 30. června – Iva Sidašová, ukrajinská pouliční a dokumentární fotografka
- 21. srpna – Shady Habash, egyptský fotograf († 1. května 2020)
- 24. prosince – Oskar Helcel, český audiovizuální umělec a fotograf, v roce 2024 získal Cenu Jindřicha Chalupeckého
- ? – Tony Gumová, jihoafrická fotografka, kariéru začala zveřejňováním selfie na Instagramu
- ? – Lindokuhle Sobekwa, jihoafrický dokumentární fotograf, člen agentury Magnum Photos a sídlí v Johannesburgu
- ? – Serhij Korovajnyj, ukrajinský fotožurnalista známý svou prací pokrývající rusko-ukrajinskou válku
- ? – Abdulmonam Eassa, francouzsko-syrský fotožurnalista
- ? – Esther Ruth Mbabazi, ugandská fotoreportérka a fotografka

## Úmrtí v roce 1995
- 3. února – Art Kane, americký fotograf (* 9. dubna 1925)
- 8. února – Alexandr Vasiljevič Ustinov, sovětský fotograf a fotožurnalista (* 16. června 1909)
- 16. února – Wim Riemens, nizozemský fotograf (* 11. října 1933)
- 3. března – Júdži Hajata, japonský portrétní fotograf (* 30. srpna 1916)
- 27. dubna – Willem Frederik Hermans, nizozemský spisovatel a fotograf (* 1. září 1921)
- 18. května – Jean Garet, francouzský fotograf (* 15. října 1935)
- 3. června – Jac Brun, norský fotograf (* 26. února 1921)
- 22. června – Spencer Harry Gilbee Digby, novozélandský fotograf (* 26. června 1901)
- 16. července – Eiko Jamazawa, japonská fotografka (* 19. února 1899)
- 20. července – Helmut Gernsheim, německý historik fotografie, sběratel a fotograf (* 1. března 1913)
- 24. července – George Rodger, britský fotožurnalista (* ? 1908)
- 11. srpna – Jindřich Brok, český fotograf (* 20. ledna 1912)
- 24. srpna – Alfred Eisenstaedt, americký fotograf (* 6. prosince 1898)
- 4. září – Berit Wallenberg, švédská archeoložka, historička umění, fotografka a filantropka (* 19. února 1902)
- 22. září – Sophie Vlaanderen, nizozemská fotografka působící ve dvojici Dames Vlaanderen v Alkmaaru (* 2. ledna 1905)
- 30. září – Daniel Camus, francouzský fotožurnalista (* 11. května 1929)
- 4. prosince – Petar Gligorovski, makedonský malíř, fotograf, režisér a scenárista animovaných filmů (* 7. února 1938)
- 6. prosince – Trevor Key, britský fotograf (* 10. července 1947)
- 11. prosince – Jiří Lehovec, český dokumentarista, filmový režisér a fotograf (* 3. ledna 1909)
- ? – Hugo van Gelderen, nizozemský rozhlasový diskžokej, rozhlasový ředitel a fotograf (* 1942)
- ? – Rikkó Nakamura, japonský fotograf (* 1912)
- ? – Jošikawa Tomizo, japonský fotograf (* 1900)
- ? – Boris Jevgeněvič Vdověnko, sovětský fotožurnalista (* 1909)
- ? – Kóró Hondžó, japonský výtvarný fotograf (* 1907)
- ? – Rjúiči Amano, japonský fotograf (* 1902)
- ? – Šótaró Adači, japonský fotograf (* 1901)
- ? – Bożena Michaliková, polská umělkyně a fotografka poctěná čestnými tituly Artiste FIAP (AFIAP) a Excellence FIAP (EFIAP), piktorialismus (30. léta) přes mikro a makro fotografii a abstrakce v 50. letech. 20. století ke kreativní fotografii. Vytvořila novou fotografickou techniku zvanou „inverze“. (* 9. října 1907)
- ? – Luis Caballero, kolumbijský umělec, malíř a fotograf (27. srpna 1943 – 19. června 1995)